# Phytomyza ferulivora
Phytomyza ferulivora este o specie de muște din genul Phytomyza, familia Agromyzidae, descrisă de Griffiths în anul 1956.
Este endemică în Italia. Conform Catalogue of Life specia Phytomyza ferulivora nu are subspecii cunoscute.